# Narkanda
Narkanda is een nagar panchayat (plaats) in het district Shimla van de Indiase staat Himachal Pradesh. 

## Demografie
Volgens de Indiase volkstelling van 2001 wonen er 712 mensen in Narkanda, waarvan 62% mannelijk en 38% vrouwelijk is. De plaats heeft een alfabetiseringsgraad van 80%. 